# Санту-Антониу-ду-Жардин
Санту-Антониу-ду-Жардин (порт. Santo Antônio do Jardim) — муниципалитет в Бразилии, входит в штат Сан-Паулу. Составная часть мезорегиона Кампинас. Входит в экономико-статистический микрорегион Сан-Жуан-да-Боа-Виста. Население составляет 5743 человека на 2007 год. Занимает площадь 109,449 км². Плотность населения — 59,4 чел./км².

## История
Город основан в 1953 году.

## Статистика
- Валовой внутренний продукт на 2003 составляет 30 317 096,00 реалов (данные: Бразильский институт географии и статистики).
- Валовой внутренний продукт на душу населения на 2003 составляет 4781,12 реала (данные: Бразильский институт географии и статистики).
- Индекс развития человеческого потенциала на 2000 составляет 0,766 (данные: Программа развития ООН).

## География
Климат местности: субтропический. В соответствии с классификацией Кёппена, климат относится к категории Cwb.